# Michal Handzuš
Michal Handzuš (ur. 11 marca 1977 w Bańskiej Bystrzycy) – słowacki hokeista, reprezentant Słowacji, trzykrotny olimpijczyk.

## Kariera klubowa
- SK Iskra Banská Bystrica (1993-1996)
- HK ŠKP PS Poprad (1996-1997)
- Worcester IceCats (1997-1998)
- St. Louis Blues (1999-2001)
- Phoenix Coyotes (2001-2002)
- Philadelphia Flyers (2002-2004)
- HKm Zvolen (2004-2005)
- Philadelphia Flyers (2005-2006)
- Chicago Blackhawks (2006-2007)
- Los Angeles Kings (2007-2011)
- San Jose Sharks (od 2011)
  -  HC 05 Bańska Bystrzyca (2012-2013)
- Chicago Blackhawks (2013-2014)
- HC 05 Bańska Bystrzyca (2014-2017)

Rozpoczął karierę w swoim rodzinnym mieście w zespole SK Iskra Banská Bystrica w 1993. Został wybrany w drafcie NHL przez St. Louis Blues w czwartej rundzie jako 101 zawodnik. W zespole tym występował do sezonu 2000/2001, kiedy to 13 marca 2001 w ramach wymiany przeszedł do Phoenix Coyotes. Kolejną zmianę klubu dokonał w czerwcu 2002 przechodząc do Philadelphia Flyers w którym grał przez dwa lata. 5 grudnia 2002 stał się drugim w historii ligi NHL zdobywca bramki po rzucie karnym w czasie dogrywki. Podczas lokautu w NHL grał w zespole HKm Zvolen. Po zakończeniu przerwy w rozgrywkach NHL wrócił do Filadelfii. 4 lipca 2006 w ramach wymiany przeszedł do Chicago Blackhawks w którym zagrał jedynie osiem spotkań i po zakończeniu sezonu podpisał czteroletni kontrakt na kwotę 16 milionów dolarów z Los Angeles Kings. W tym zespole w ciągu czterech lat nie zagrał tylko w jednym spotkaniu.
1 lipca 2011 ogłoszono, że podpisał dwuletni kontrakt z San Jose Sharks. Od listopada 2012 do stycznia 2013 na okres lokautu w sezonie NHL (2012/2013) związany kontraktem macierzystym klubem HC 05 Banská Bystrica. Od kwietnia 2013 po raz drugi w karierze zawodnik Chicago Blackhawks. W lipcu 2013 przedłużył kontrakt o rok. Od grudnia 2014 zawodnik macierzystej Bańskiej Bystrzycy.

## Kariera reprezentacyjna
W juniorskiej reprezentacji wystąpił w 17 meczach zdobywając w nich 7 bramek i 10 asyst. Uczestniczył między innymi dwukrotnie w mistrzostwach świata juniorów do lat 20. Na mistrzostwach świata seniorów po raz pierwszy uczestniczył w 2000 roku zdobywając srebrny medal. Dwa lata później zagrał na Igrzyskach Olimpijskich w Salt Lake City, a na mistrzostwach świata 2002 odbywających się w Szwecji zdobył złoty medal. Zagrał też na mistrzostwa świata w 2005, 2009 i 2011 jednak na tych imprezach nie zdobył żadnego medalu. Podczas turnieju olimpijskiego w Vancouver zagrał we wszystkich spotkaniach swojej drużyny, zdobywając z nią czwarte miejsce. W dotychczasowych 39 spotkaniach w których zagrał dla seniorskiej reprezentacji zdobył 9 bramek i 17 asyst.
Uczestniczył w turniejach mistrzostw świata 2000, 2002, 2005, 2009, 2011, 2012 oraz zimowych igrzysk olimpijskich 2002, 2006, 2010, 2014.

## Sukcesy

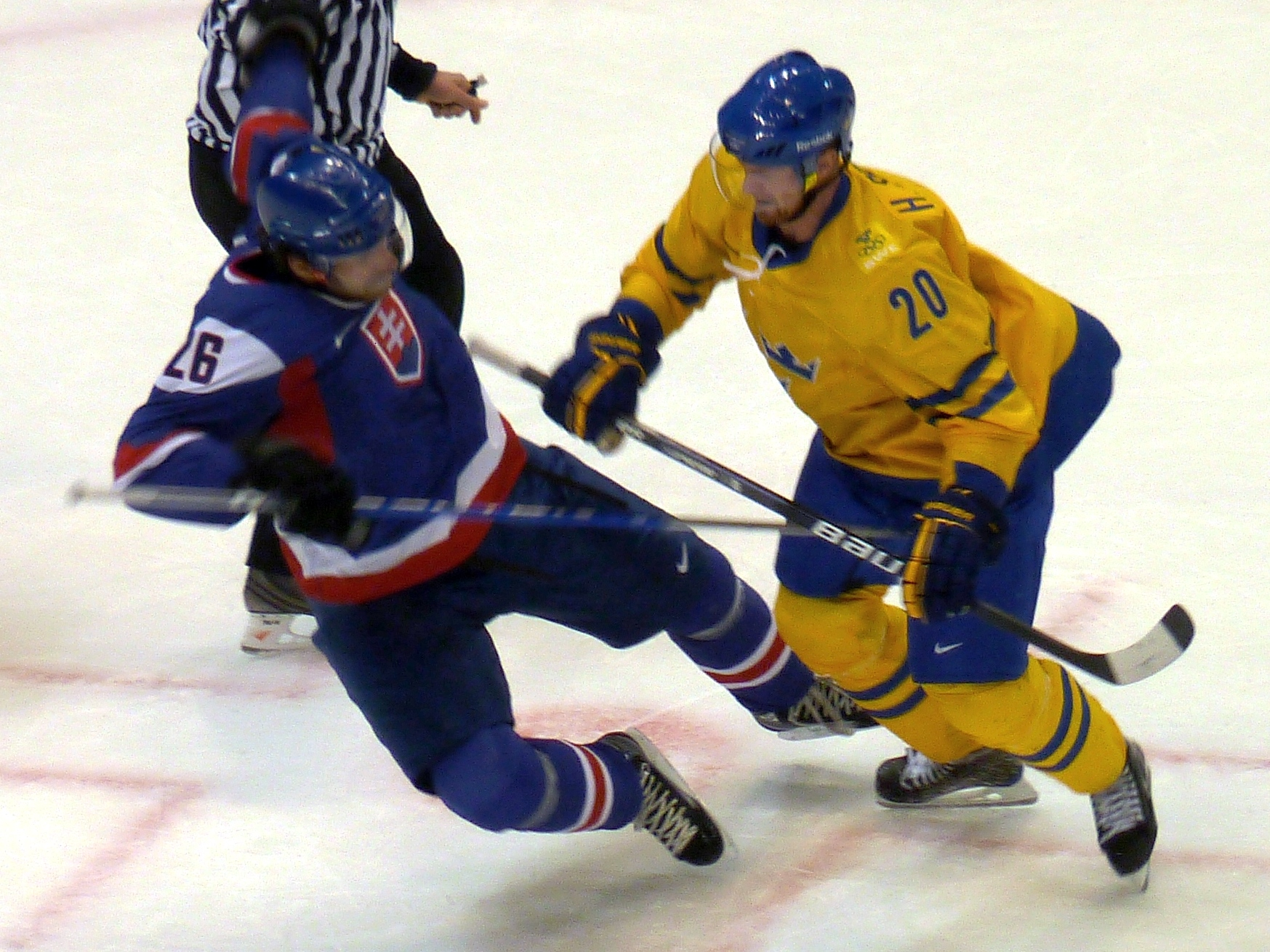
Handzuš w barwach reprezentacji Słowacji atakowany przez Szweda Henrika Sedina podczas IO 2010

Reprezentacyjne
- Srebrny medal mistrzostw świata: 2000, 2012
- Złoty medal mistrzostw świata: 2002

Klubowe
- Mistrzostwo dywizji NHL: 2013 z Chicago Blackhawks
- Mistrzostwo konferencji NHL: 2013 z Chicago Blackhawks
- Presidents’ Trophy: 2013 z Chicago Blackhawks
- Clarence S. Campbell Bowl: 2013 z Chicago Blackhawks
- Puchar Stanleya: 2013 z Chicago Blackhawks
- Srebrny medal mistrzostw Słowacji: 2015, 2016 z HC 05 Bańska Bystrzyca
- Złoty medal mistrzostw Słowacji: 2017 z HC 05 Bańska Bystrzyca

Indywidualne
- Mistrzostwa Świata w Hokeju na Lodzie 2002: czwarte miejsce w klasyfikacji skuteczności wygrywanych wznowień 63,55%[6]

## Odznaczenia
- Krzyż Prezydenta Republiki Słowackiej I Klasy – 2002[7]
- Medal Prezydenta Republiki Słowackiej – 2016[8]